# جان کورتو
جان کورتو (انگلیسی: Jean Courteaux; ۶ نوامبر ۱۹۲۶ – ۱۱ اوت ۲۰۰۳) بازیکن فوتبال اهل فرانسه بود.
از باشگاه‌هایی که در آن بازی کرده‌است می‌توان به باشگاه فوتبال نیس اشاره کرد.